# بوبجسا
بوبجسا (بالكورية: 법주사) هو معبد رئيسي لطائفة جوغيو في البوذية الكورية. يقع المعبد على منحدرات جبل سونغني ضمن حديقة جبل سونغني الوطنية في نايسونغني ميون في محافظة بون في مقاطعة تشنغتشونغ الشمالية في كوريا الجنوبية. بُني المعبد في سنة 553 على يد الراهب أويشن من عهد سلالة شلا. ارتبط المعبد تاريخياً بأفكار بوبسانغ وعبادة بودا مايتريفا.

## التاريخ
قام أويشن بتسمية المعبد «بوبجو» (مقر دارما) لأن العديد من السوترا الهندية التي أحضرها معه كانت في هذا المعبد. للمعبد أكثر من 60 مبنى تابع له و70 دار للاعتزال بما فيها أعلى باغودا خشبية في كوريا وتعرف باسم بالسانغجون. كغيرها من المباني الأخرى احترق المعبد أثناء الغزو الياباني لكوريا (1592-1598). الباغودا أعيد بناؤها في سنة 1624.
يعتقد أن المعبد كان منزلاً لقرابة 3000 راهبٍ في عهد سلالة غوريو. العديد من الأبنية التي تعود لهذه الفترة ما زالت موجودة على أرض المعبد بما فيها حوضاً ووعاء حديدياً لتقديم الطعام والشراب لآلاف الرهبان. استمر المعبد بلعب دور هام في القرون اللاحقة إلا أن أن أهميته قلت بعد فقدان البوذية للدعم الحكومي إثر صعود سلالة جوسون وتبنيها للفكر الكونفشيوسي. كما يقال أن الملك تايجو انتقل لمنطقة قريبة من المعبد للراحة فيها بعد أن أرهقته حروب أبنائه على العرش.

## التصوير الحديث
قام بروس لي باختيار المعبد لتصوير فلمه لعبة الموت ولتمثل كل طبقة من الطبقات الخمسة لباغودا بالسانغجون نوعاً مختلفاً من الفنون القتالية. لأن بروس لي توفي قبل اكتمال الفلم فقد تغير السيناريو وأخرج الجزء الخاص بالمعبد من الفلم.

## معرض الصور

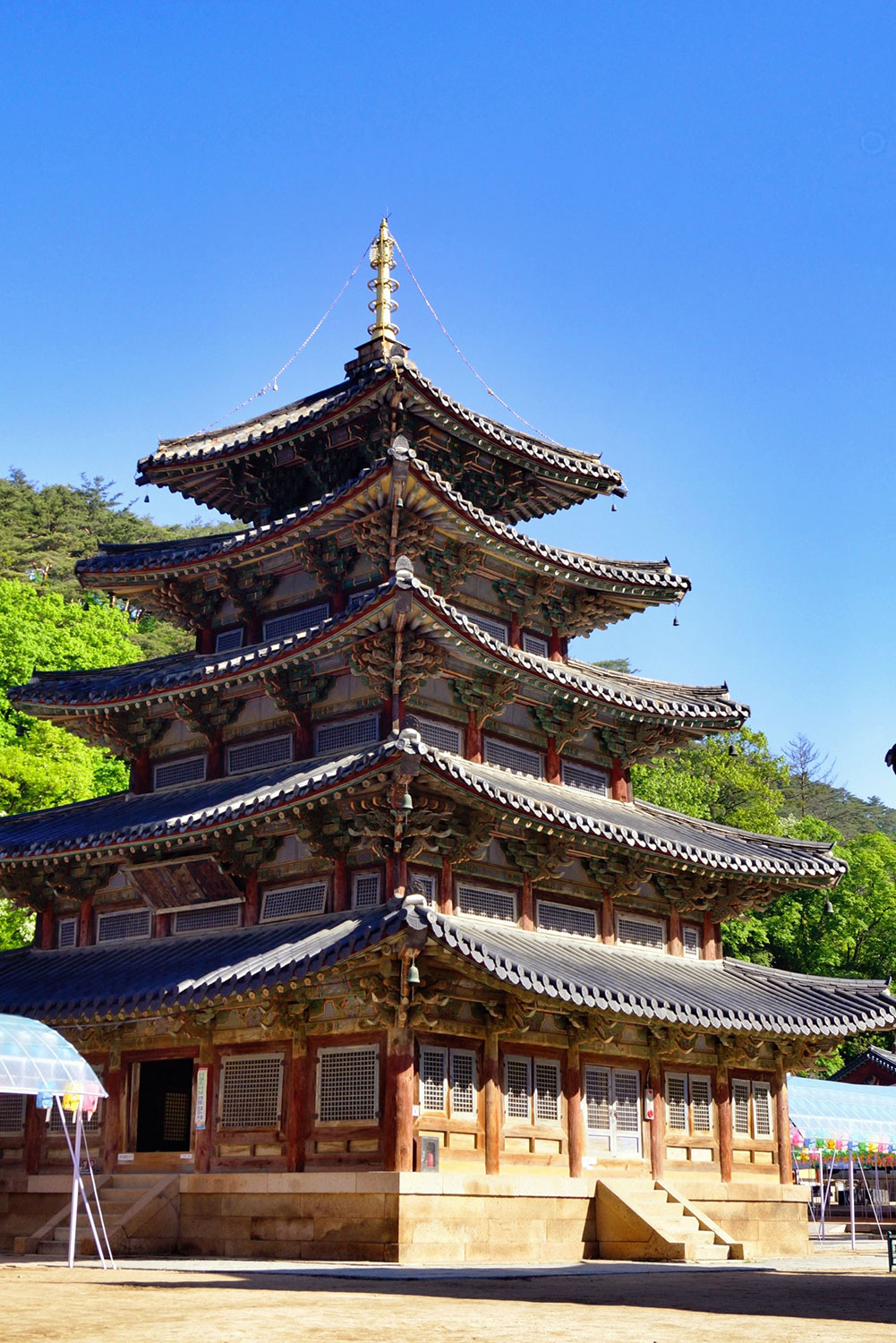
بالسانغجون يُعتقد أنه أقدم وأطول باغودا في كوريا، وهي باغودا واحدة من اثنتين خشبية في كوريا.
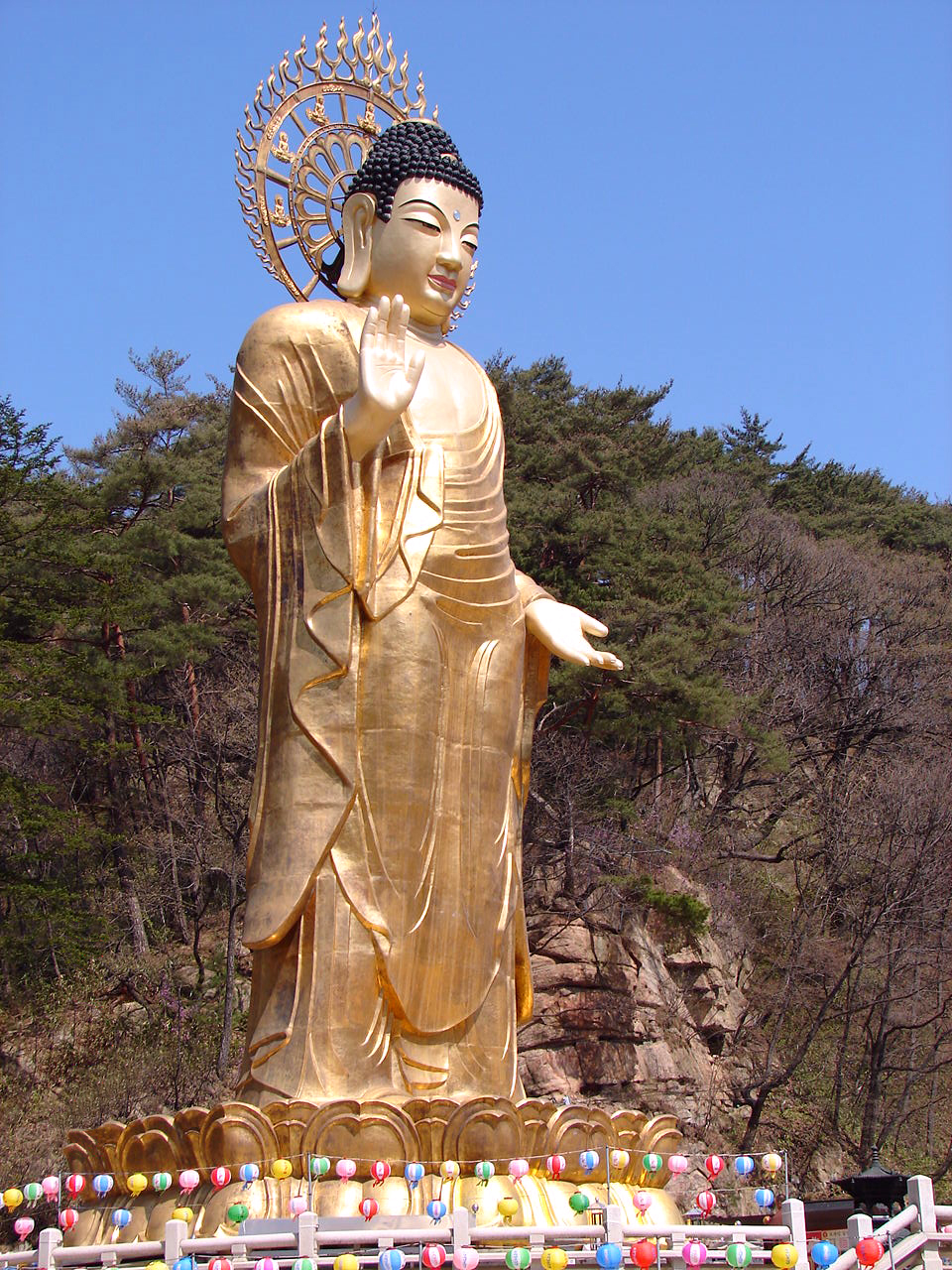
تمثال مايتريا الذهبي في التوحيد الوطني.
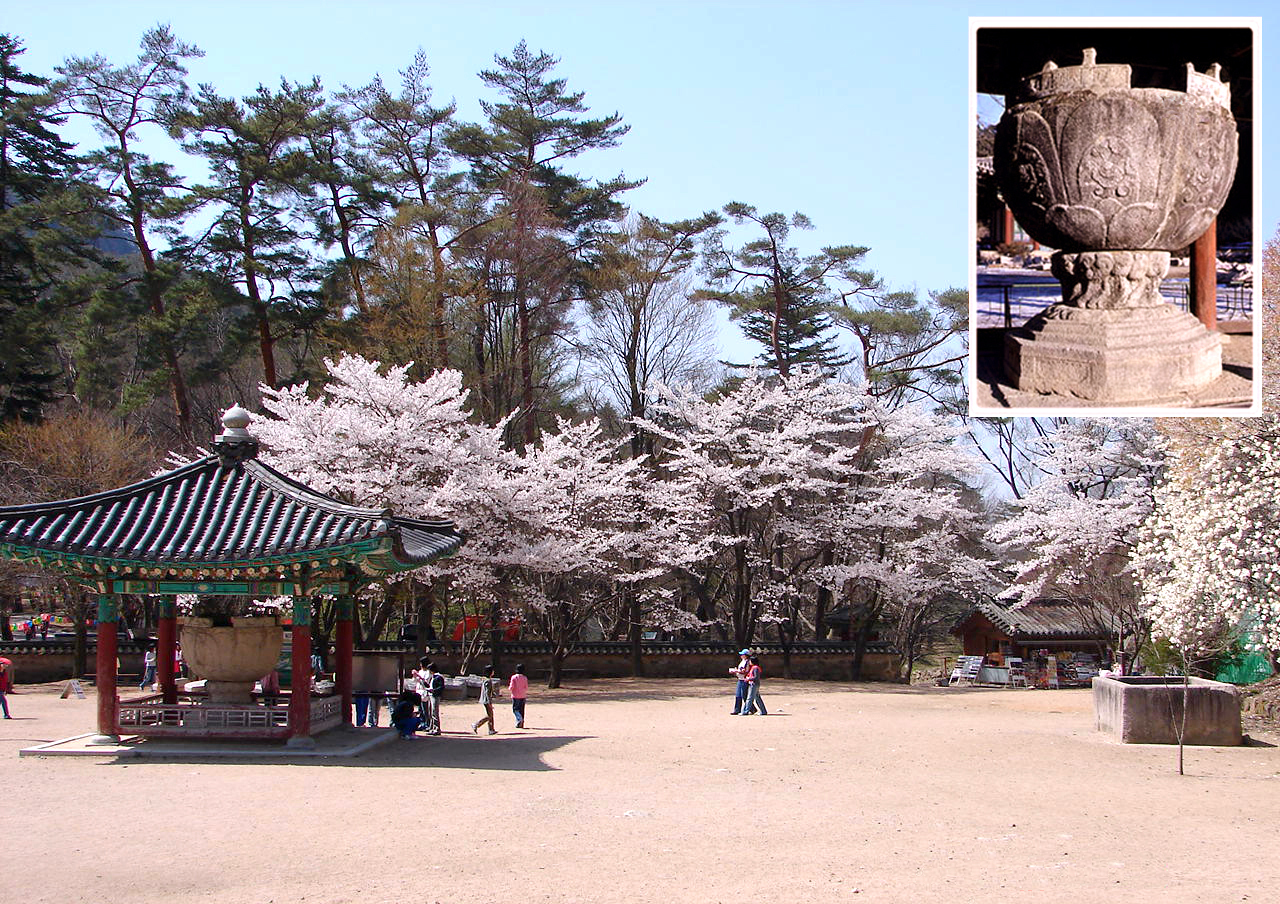
بوبجسا سوكيونجي (الحوض الحجري) هو الكنز الوطني رقم 64.
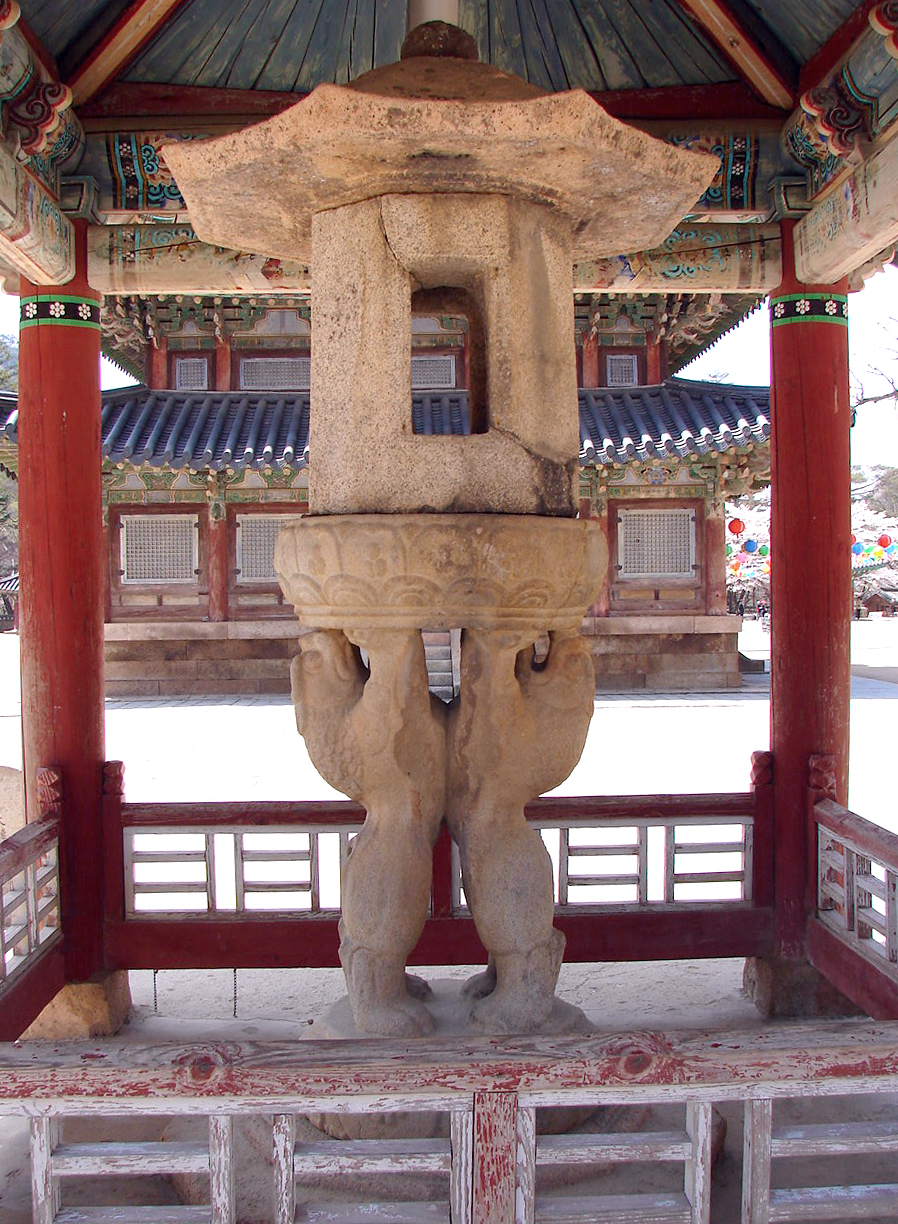
سانغساجاسوكدنغ (فانوس الأسدين الحجري) هو الكنز الوطني رقم 5.
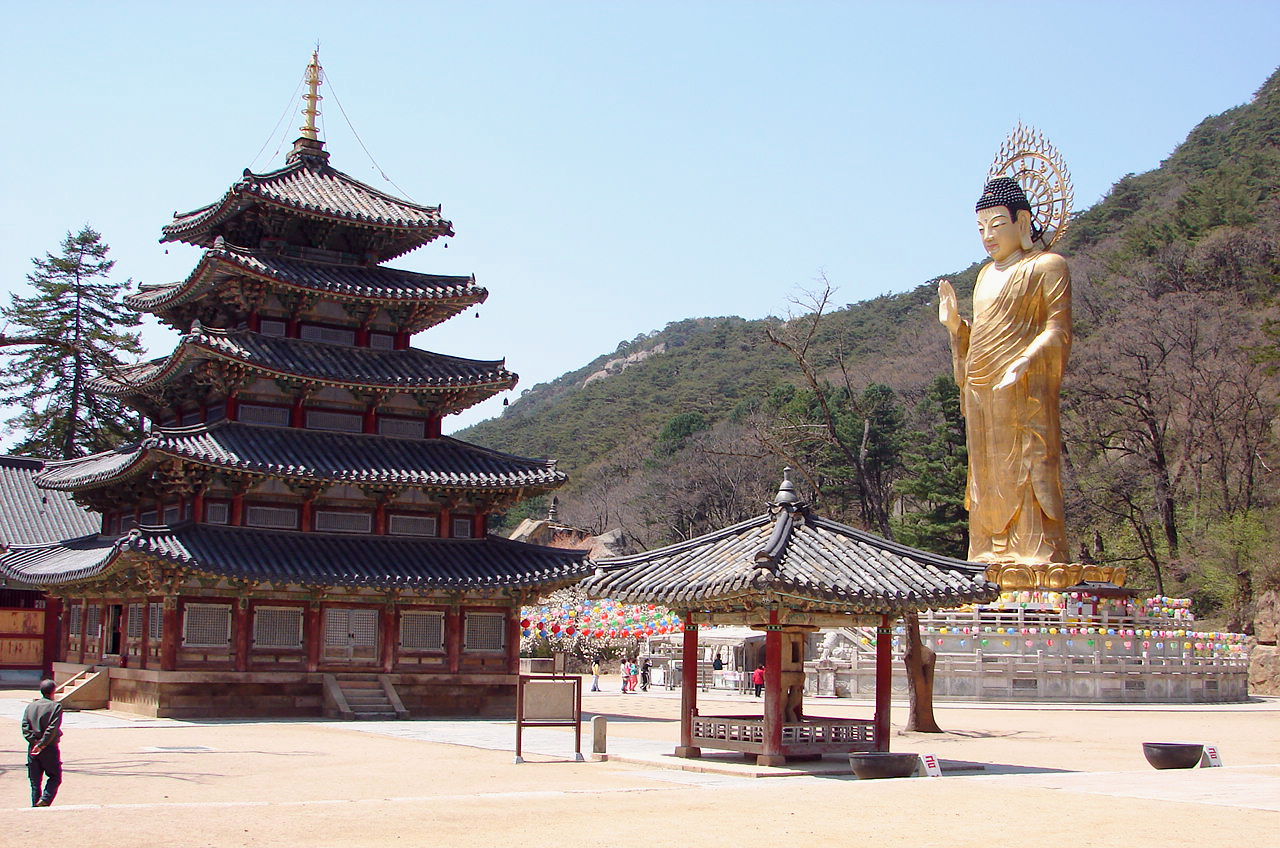
بالسانغجون (قاعة الصور الثمانية) هي الكنز الوطني رقم 55.
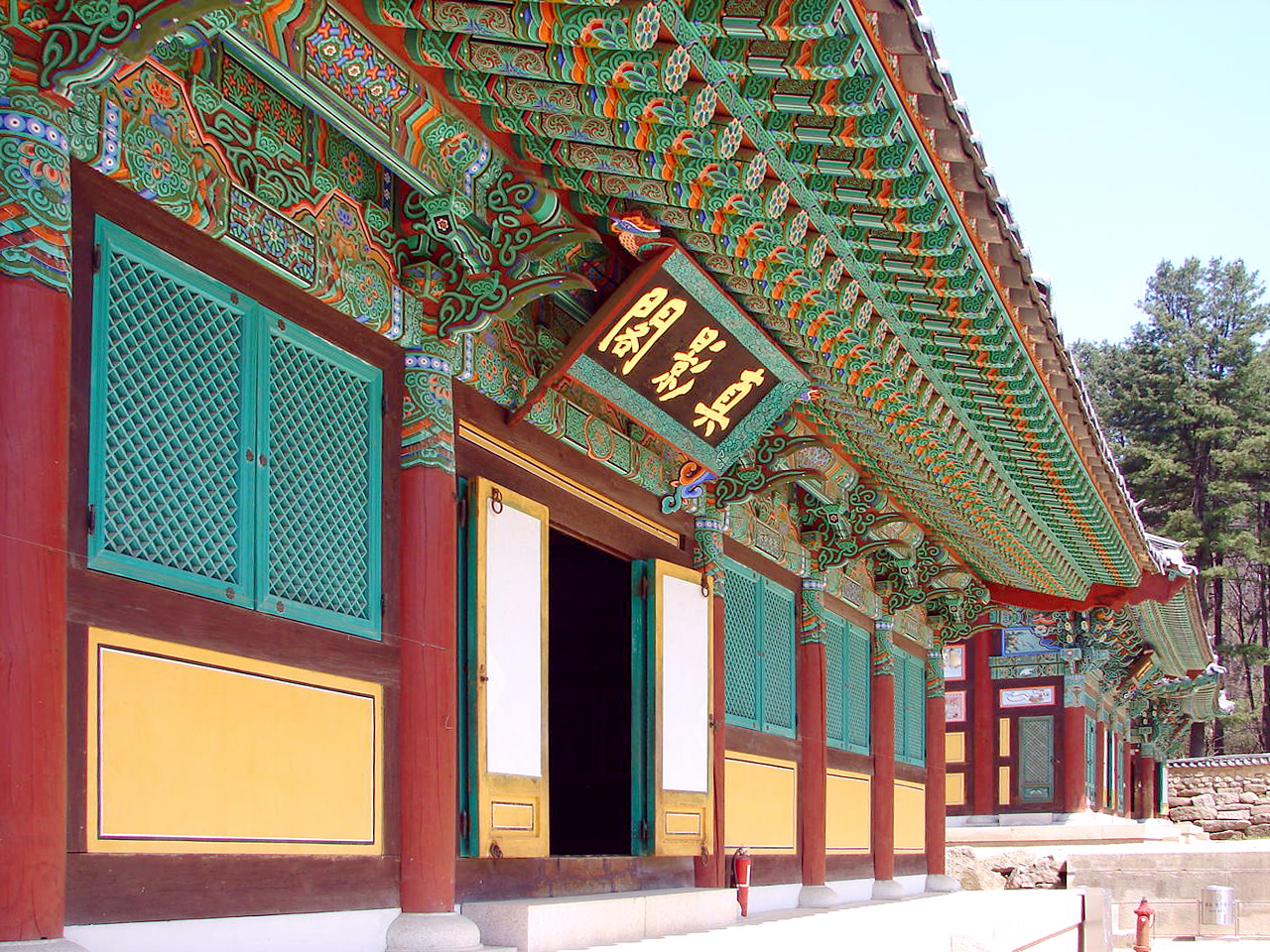
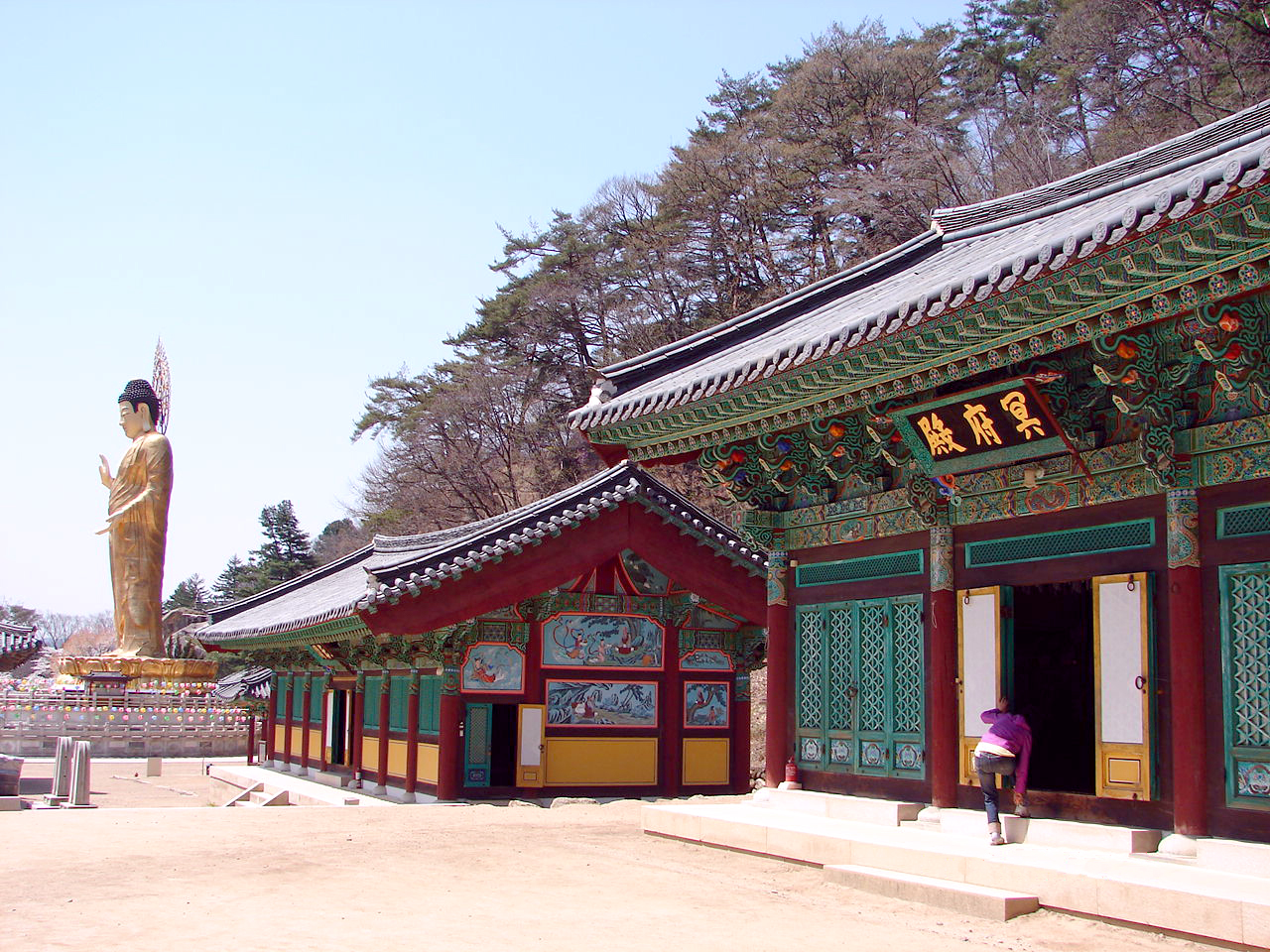